# Salvatore Bindi
Salvatore Bindi (Campolongo sul Brenta, 13 febbraio 1909 – Molfetta, 11 gennaio 1972) è stato un calciatore italiano, di ruolo centrocampista.

## Carriera
Giocò una stagione in Serie A con la Cremonese, con i grigiorossi esordì a Roma con una terribile sconfitta (9-0) nel primo campionato della nuova Serie A. Successivamente militò nel Molfetta e nel Benevento.